# ミヒャエル・ヴォルゲムートの肖像
『ミヒャエル・ヴォルゲムートの肖像』(ミヒャエル・ヴォルゲムートのしょうぞう、独: Bildnis Michael Wolgemut、英: Portrait of Michael Wolgemut) は、ドイツ・ルネサンス期の巨匠アルブレヒト・デューラーが1516年に板上に油彩で制作した肖像画である。ニュルンベルクにあるゲルマン国立博物館に収蔵されている。
モデルは、デュ―ラーが19歳まで3年間師事したニュルンベルクの画家・版画家ミヒャエル・ヴォルゲムート (1434-1519年) である。ヴォルゲムートは、デュ―ラーの修業当時、ニュルンベルクで最も大きな工房を営んでおり、現存する確実な絵画作品は少ないものの、この時代としてはヨーロッパで最大の出版物であった1484年刊行のハルトマン・シェーデル著『シェーデルの世界史』（Die Schedelsche Weltchronik』の木版画挿絵の製作者として西欧美術史上に名を残している。
本作に描かれた時、ミヒャエル・ヴォルゲムートは82歳であった。デューラーの肖像画としては珍しく正方形に近い画面で、頭部が大きく捉えられていることは、画家とモデルの親密な関係の表れのようである。しかし、デュ―ラーはその親密さゆえにモデルを美化することはなく、むしろ老芸術家の頑固で、容易に人を近づけそうもないような厳しさを、しっかりと描いている。